# David Axelrod (musicien)
Pour les articles homonymes, voir David Axelrod et Axelrod.
David Axelrod (né le 17 avril 1936 à Los Angeles et mort le 5 février 2017 d'un cancer du poumon) est un compositeur, arrangeur et producteur américain, dans de nombreux genres musicaux.

## Biographie
David Axelrod a grandi à Los Angeles en écoutant de la musique R&B et du jazz. Après avoir trouvé un métier dans un studio de l'industrie du film et de la télévision, il est rapidement demandé en tant que batteur, producteur et arrangeur. Il produit son premier album en 1959, The Fox, avec le saxophoniste Harold Land.
Lorsqu'en 1963, il rejoint Capitol Records et pousse le label à promouvoir les artistes noirs. Après avoir travaillé, entre autres avec Lou Rawls, il produit l'album Live At the Club (1967) de Cannonball Adderley, incluant l'un des plus grands succès du jazz de l'époque, Mercy, Mercy, Mercy!, écrit par le pianiste du groupe, Joe Zawinul.
Le succès de David Axelrod encourage Capitol à le laisser produire ses propres albums, dont les premiers sont Song of Innocence (1968) et Songs Of Experience (1969), un hommage à l'œuvre de William Blake. Son troisième album, Earth Rot (1970), dénonce la pollution et la dégradation de l'environnement.
En 1970, il quitte Capitol pour fonder son propre label ; pendant les années qui suivent sortent d'autres albums solo, ainsi qu'une version rock du Messie de Georg Friedrich Haendel, tout en continuant à travailler avec Cannonball Adderley sur plusieurs albums jusqu'à la mort de ce dernier en 1975.
Quand on redécouvre ce compositeur et arrangeur dans le début des années 1990, des artistes comme Diamond D et Buckwild du D.I.T.C., DJ Shadow et Lauryn Hill samplent ses albums. En 1993, il sort son premier album depuis plus de dix ans, Requiem: Holocaust, alors que plusieurs compilations de ses albums précédents font aussi leur apparition.
David Axelrod signe chez Blue Note Records en 2005.

## Discographie

### Albums solo
- 1968 : Song of Innocence (Capitol)
- 1969 : Songs of Experience (Capitol)
- 1970 : Pride (Warner) - album de son groupe nommé Pride, composé avec son fils Michael. A. Axelrod[4]
- 1970 : Earth Rot (Capitol)
- 1971 : Rock Messiah (RCA)
- 1972 : The Auction (Decca)
- 1974 : Heavy Axe (Fantasy)
- 1975 : Seriously Deep (Polydor)
- 1977 : Strange Ladies (MCA)
- 1980 : Marchin’ (MCA)
- 1993 : Requiem: the Holocaust (Liberty)
- 1995 : The Big Country (Liberty) (non paru)
- 2001 : David Axelrod (Mo' Wax)
- 2005 : David Axelrod: The Edge (Blue Note)